# Acacia decora
Acacia decora là một loài thực vật có hoa trong họ Đậu. Loài này được Rchb.f. miêu tả khoa học đầu tiên.

## Hình ảnh

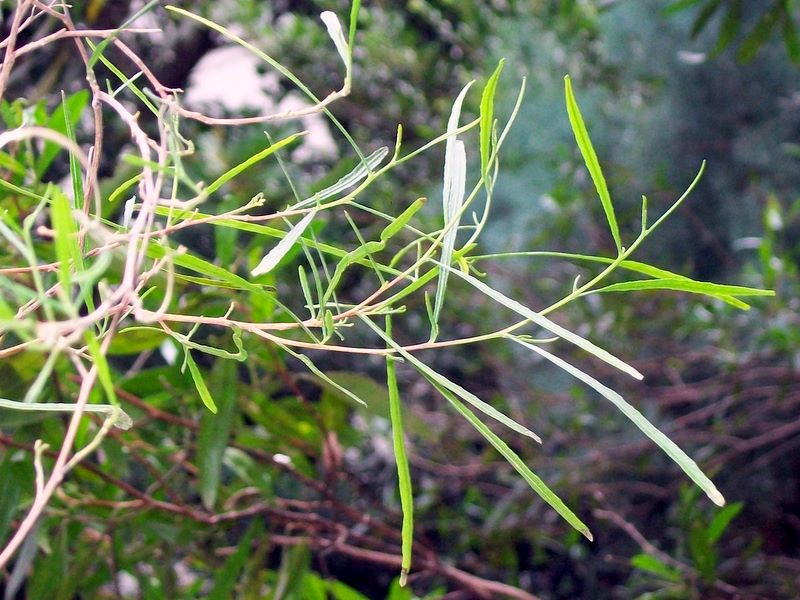